# Dasyhelea necrophila
Dasyhelea necrophila är en tvåvingeart som beskrevs av Gustavo R. Spinelli och Juan Manuel Rodriguez 1999. Dasyhelea necrophila ingår i släktet Dasyhelea och familjen svidknott. Inga underarter finns listade i Catalogue of Life.